# الفساد في عهد مبارك
الفساد في مصر في عهد محمد حسني مبارك تشير عدة تقارير محلية ودولية وحكومية على انتشار الفساد في عدة هيئات ومصالح حكومية في مصر، كما يظهر ترتيب مصر متأخرا على مؤشر الفساد والذي تصدره منظمة الشفافية الدولية، ففي 26 سبتمبر 2009 جاء ترتيب مصر 115 على مستوى 180 دولة في العالم متراجعا عن عام 2007 والذي كان 105 وعام 2006 والذي كان 70، كما تورط عدة وزراء في عمليات فساد كبيرة مثل وزير الإسكان الأسبق محمد إبراهيم سليمان وعدة مسئولين حكوميين في الدولة، كما تحذر منظمات دولية ودول من انتشار الفساد في مؤسسات الدولة مثل تقرير وزارة التجارة الأمريكية الذي يحذر الشركات ورجال الأعمال الراغبين في الاستثمار في مصر من انتشار الفساد في الحكومة المصرية. كما تتهم المعارضة وعدة منظمات أهلية ودولية الحكومة المصرية بتزوير الانتخابات وتطالبها بتوفير إشراف قضائي كامل ومراقبين دوليين على الانتخابات
- 1 مارس 2010: الأغلبية تُسقط 3 استجوابات تتهم الحكومة بالفساد وإهدار 80 مليار جنيه في «أبو طرطور والغزل والكهرباء».[3][4]
- كل هذا كدب و افتراء
- مبارك افضل رئيس مسك مصر

## مجال الإسكان والتنمية
في 4 يناير 2010: النيابة العامة: وزير الإسكان السابق إبراهيم سليمان تلقى رشاوى 20 مليون جنيه من 3 رجال أعمال. وفي 27 مارس 2010: وزير الإسكان السابق محمد إبراهيم سليمان يفضح سلفه وزير الإسكان الأسبق حسب الله الكفراوي بتقديمه مستندات تضمن تخصيص جزيرة كاملة في مارينا، لمجموعة بن لادن، مساحتها 100 ألف متر 25 فدانا و80 ألف متر أخرى مساحتها 20 فدانا، لعدد من رجال الأعمال والمستثمرين بواجهة نصف كيلومتر علي البحر مباشرة، وعدد أخر من رجال الأعمال حصل كل واحد منهم على 10 آلاف متر بالتخصيص في المنطقة 24 بمارينا. كما صدر تقرير للجهاز المركزي للتعبئة العامة والإحصاء يقول أن 12 مليون نسمة يعيشون بلا مأوى؛ مما يدفعهم للمعيشة في المقابر والعشش والجراجات والسلالم والمساجد. وقال التقرير أنه توجد في مصر 1032 منطقة عشوائية في جميع المحافظات. وأشار التقرير إلي أن معظم هؤلاء مصابون بأمراض الصدر والحساسية والأنيميا والأمراض الجلدية. وتقرير آخر صادر عن لجنة الإنتاج الزراعي بمجلس الشورى أكد أن 45% من سكان مصر تحت خط الفقر. ووفقا لتقرير الصندوق الدولي للتنمية الزراعية التابع للأمم المتحدة، ووصف التقرير هؤلاء الفقراء بأنهم جوعي ومرضي. وأشار التقرير إلي تعرضهم لكل أنواع الحرمان من الغذاء والمأوى والتعليم الجيد والرعاية الصحية الكاملة. وأوضح التقرير أن شريحة الفقراء في مصر تمتد وتتسع كل يوم، وبخاصة بعد استمرار سياسة فرض المزيد من الرسوم التي يتحملها الفقراء وحدهم.
وفي 3 يوليو 2007، قام أهالي قرية برج البرلس، في منطقة كفر الشيخ بمصر، بثورة جراء العطش لشح المياه في المنطقة، وقيامهم بقطع الطريق الساحلي الدولي أمام السيارات المارة، في محاولة منهم للفت انتباه المسئولين إلى معاناتهم. حيث قام نحو 3 آلاف من مواطني برج البرلس احتجاجا على انقطاع مياه الشرب عنهم لمدة تجاوزت ال 20 يوما، بسبب تحويلها إلى مصيف بلطيم لتتوفر على مدار ال 24 ساعة للمصطافين هناك. وبعد ساعات من التظاهر، قام الأهالي بقطع الطريق الساحلي الدولي الواقع على ساحل البحر الأبيض المتوسط، مما أدى إلى تكدس السيارات لمسافة 80 كيلو متر لنحو 14 ساعة
وفي ديسمبر 2007، صدر تقرير من منظمة الصحة العالمية يؤكد أن مصر ثالث دولة في العالم كأكبر سوق لتجارة الأعضاء البشرية. كما صدر تقرير الأمم المتحدة للتنمية البشرية في 5 ديسمبر 2007، والذي يؤكد أن 14 مليون مصري تحت خط الفقر وأن 1% من الأغنياء يسيطرون علي نصف الثروات، وأن نسبة الفقراء في البلاد تصل إلى ما يقرب من 55% من الشعب المصري. كذلك، يؤكد تقرير التنمية البشرية، الصادر عن الأمم المتحدة في 13 مايو 2008 بعنوان: «العقد الاجتماعي في مصر: دور المجتمع المدني»، أن 5 ملايين مصري تحت خط الفقر يعيشون بأقل من دولار يوميا. وحذر التقرير أيضا من تلاشي الطبقة الوسطى في ظل انخفاض معدل الأجور وعدم وجود سياسات فاعلة للحد من نسبة الفقر.

## مجال الشرطة والأمن العام
في 7 يونيو 2010: وقعت قضية تعذيب خالد سعيد حتى الموت على أيدي اثنين من مخبري شرطة قسم سيدي جابر بالإسكندرية مع وجود قرائن ان سبب القتل وجود قضية فساد لها علاقة بالمخدرات كان المتوفى حصل على تصوير فيديو قد يدين بعض ضباط قسم سيدي جابر بالإسكندرية

## مجال المالية والضرائب
1. 4 أبريل 2010: د. حمدي حسن يتهم الحكومة بإفساد سياسة الضرائب بمصر في استجواب لوزير المالية يوسف بطرس غالي وجاء في المذكرة التفسيرية للاستجواب «أنه منذ تولى وزير المالية الحالي –د. يوسف بطرس غالي- وزارة المالية عام 2004 زادت حصيلة الضرائب بنسبة حوالي 250% تحمل المواطن العادي منها حوالي 60% نتيجة ضرائب المبيعات والجمارك ومرتبات الموظفين وهي النسبة التي أدت إلى مضاعفة عدد الفقراء في مصر.» وأشارت مذكرة الاستجواب إلى أن بعض الشركات التي بلغت أرباحها مليارات أو ملايين الجنيهات لم تسدد سوى 8% في المتوسط وبعضها سدد 0.5% فقط من الضرائب المستحقة عليه وفقاً للقانون، بينما الموظفون الفقراء يسددون ضرائبهم كاملة من المنبع وقبل استلام مرتباتهم. وكما أن بعض الشركات يحصل على دعم من صندوق الصادرات يبلغ أربعة أضعاف ما هو مستحق عليه من ضرائب، بل إن بعض الشركات في المناطق الحرة، التي ارتضت أن تعمل خارج المنظومة الضريبية يحصل أيضاً على دعم من صندوق الصادرات.[18]

- 29 مارس 2010: اختفاء تريلون و272 مليار جنيه من ميزانية الدولة ومحاولة حكومية لإخفاءها وعدم إعطاء معلومات عنها وذلك كما أشار تقرير الجهاز المركزي للمحاسبات عن وجود صناديق خاصة تحوي هذه المبالغ الضخمة دون معرفة أين تذهب؟، وهو مبلغ يساوي 14 مرةً ضعف العجز الموجود، والذي تعاني منه الموازنة، ولو وزع على كل مواطن مصراي من 80 مليون لأصبح نصيب الفرد 16 ألف جنيه.[19][20][21]

## النقابات
1. 6 نوفمبر 2009: الجهاز المركزي للمحاسبات يكشف عن فساد ووقائع إهدار مال عام ومخالفات قيمتها عشرات الملايين من الجنيهات في الاتحاد العام لنقابات العمال برئاسة حسين مجاور، ونقاباته العامة «23 نقابة»، جاء ذلك في تقرير الجهاز عن السنة المالية المنتهية في 30 يونيو 2007م[22]
2. 20 ديسمبر 2009: «نقابة المهندسين المصرية تحت الحراسة الحكومية» تهدر ملايين الجنيهات في صناديق المعاشات والقروض والساحل الشمالي.[23][24]

## مؤشرات فساد
1. 26 سبتمبر 2009: مصر تتراجع إلي المركز 115 فسادا علي مستوي 180 دولة في العالم حسب تقرير منظمة الشفافية الدولية والأخيرة عربيا، وتراجع ترتيب مصر عالميا علي مؤشر الفساد حيث كانت تحتل المرتبة 115 عام 2008 والمرتبة 105 2007 والمرتبة 70 عامي 2006 و2005 و77 عام 2004 [25][26]

## تقارير
1. 16 مارس 2010: إهدار 39 مليار جنيه من خزانة الدولة بسبب الفساد، أفاد تقرير لـ «مركز الأرض لحقوق الإنسان» بأن أكثر من 39 مليار جنيه أهدرت في الآونة الأخيرة على خزانة الدولة بسبب الفساد المالي والإداري في الحكومة المصرية، بالإضافة إلى أن هناك خسائر قدرت بحوالي 231 مليون دولار في العام الماضي بسبب تصدير الغاز الطبيعي إلى إسرائيل.[27]
2. 28 مارس 2010: تقرير لوزارة التجارة الأمريكية بعنوان «تنفيذ الأعمال في مصر.. دليل للشركات الأمريكية 2010» يحذر الشركات الأمريكية ورجال الأعمال الأمريكيين الراغبين في الاستثمار في مصر من انتشار الفساد في الحكومة المصرية. مطالبا إياهم بالقيام بتحريات عن شركائهم قبل وضع أموالهم هناك. كما حذرهم من سوء حالة المرور في مصر مطالبا إياهم بتوخي الحذر الشديد لسوء حالة الطرق والزحام الشديد وعدم مراعاة القوانين وعدم مراعاة المشاة وعدم وجود أماكن للسيارات المعطلة.[28][29][30]

## انتقادات دولية
1. 20 مارس 2010: منظمة الشفافية الدولية: مصر تخسر المعركة ضد الفساد.[31] وتنتقد الأوضاع في مصر وانتقدت بشدة قانون الانتخاب في مصر ودعت إلى إصلاحه بشكل شامل وعلى وجه السرعة وإلى تعزير سيادة القانون.[1][2]

## وصلات خارجية
- سجل الفساد في مصر.. إذا لم يحصلوا على الأراضي والقصور فمن يحصل عليها.. كفاكم حقد!!!، جبهة انقاذ مصر، 8 مارس 2010
- فساد يشوب برامج الدعم بمصر، الجزيرة نت، 16 أغسطس 2009 م
- تأجيل محاكمة أيمن عبد المنعم بتهمة الكسب غير المشروع إلى جلسة 29 مارس، مصراوي، 26 يناير 2010
- النص الكامل لتقرير الجهاز المركزي للمحاسبات حول الحساب الختامي للسنة المالية الماضية، جريدة الوسط، 3 مارس 2009
- مدونة كشف حساب لفساد الحزب الوطني الديمقراطي الحاكم في مصر
- الحكومة المصرية تسبح في بحر من الفساد!، تحقيقات، إخوان أون لاين، 16 نوفمبر 2003
- أكياس الدم الفاسدة بمصر بين الفساد وتضارب المصالح، الجزيرة نت، 8 يونيو 2007
- فضيحة اكياس الدم الملوثة، موقع وزارة الصحة، 18 فبراير 2007
- التقرير السنوى عن الفساد في مصر 2008، الشبكة العربية لمعلومات حقوق الإنسان، 21 مارس 2009
- في استبيان لمركز الأهرام: الفساد في مصر.. مجالاته وأسبابه، الاقتصاد والأعمال، الجزيرة نت، 20 يناير 2010
- تقرير حقوقي: الفساد في مصر بلا حدود، المصري اليوم، 5 أغسطس 2006

### كتب
- «دراسة حول نظام النزاهة الوطني، مصر 2009»، منظمة الشفافية الدولية
- «الخطر الكامن: الفساد في مصر»، ملتقى الحوار للتنمية وحقوق الإنسان، محيط، 3 سبتمبر 2007
- جذور الفساد الإداري في مصر، عبد الخالق فاروق، المعرفة، الجزيرة نت، 5 مارس 2009 م
- «عن الفساد وسنينه»، فهمي هويدي، المعرفة، الجزيرة نت، 23 نوفمبر 2006
- «الفساد أسبابه وأنواعه وآليات مكافحته»، مجدي حلمي، شبكة الصحفيين الدوليين، 17 سبتمبر 2008
- مصر والمصريون في عهد مبارك، جلال أمين، المعرفة، الجزيرة نت، 29 أبريل 2009

### فيديو
- فيديو:عمرو أديب:إهدار المال العام في شحن الموبايل على يوتيوب- المقال من الأهرام
- حملة البرلمان المصري ضد الفساد، برنامج ما وراء الخبر، قناة الجزيرة، 24 مارس 2006
- التقارير الدولية والرسمية عن الفساد في مصر ج1، عبد الخالق فاروق، برنامج بلا حدود، قناة الجزيرة، 7 أبريل 2010
- أسباب تفشي الفساد في مصر وتقنينه ج2، عبد الخالق فاروق، برنامج بلا حدود، قناة الجزيرة، 14 أبريل 2010
- دور القضاء في مكافحة الفساد، برنامج ما وراء الخبر، قناة الجزيرة، 5 أبريل 2010
- تقرير دولي: ازدياد معدلات الفساد في مصر، قناة الجزيرة، 22 مارس 2010
- عن الفساد في التعليم في مدرسة بسيناء الفساد في عهد مبارك  على فيسبوك.، برنامج القاهرة اليوم، عمرو أديب، 2010